# Artem Tkachuk
Artem Tkachuk parfois crédité sous le prénom unique Artem ou le pseudonyme Ar Tem (né le 27 juillet 2000 à Ouman) est un acteur ukraino-italien, actif dans le domaine de la télévision et du cinéma.

## Biographie
Artem Tkachuk est né en Ukraine. Dans l'espoir d'améliorer la situation économique de la famille, ses parents déménagent en Italie et s'installent à Afragola, en périphérie napolitaine. Artem subit une certaine hostilité au quotidien.
A tout juste dix-sept ans, il est repéré dans un bar. Le réalisateur Massimiliano Pacifico le recommande auprès de Claudio Giovannesi : ce dernier le choisit alors pour jouer Tyson dans Piranhas, adapté du roman éponyme culte de Roberto Saviano. Alors qu'il voulait se consacrer à la boxe, ce premier rôle lui donne envie de concrétiser une carrière sur les écrans .
En avril 2019, quelques mois après la sortie du film, Artem Tkachuk est agressé par quinze personnes à Naples, dans le quartier de Chiaia. Il est poignardé à deux reprises dans la rue et l'ami avec lequel il se trouvait alors est passé à tabac. Les deux jeunes gens s'en sortent sans grave séquelle. Selon les affirmations de la police locale, cette attaque violente serait liée à son rôle dans Piranhas où il joue un adolescent criminel membre d'un baby gang. Le fait divers attire l'attention des médias à l'échelle mondiale,,. À la suite de cette agression, le ministre de l'intérieur Matteo Salvini a proposé une loi afin d'abaisser la responsabilité pénale de quatorze à douze ans, cela dans le but de lutter contre le phénomène baby gang.
En 2020, il rejoint le casting principal de la série à succès Mare fuori dans laquelle il incarne Pino. En parallèle de la série, il est à l'affiche du nouveau film de Mario Martone : il y campe le personnage d'Oreste dans ses jeunes années ; le protagoniste adulte est incarné par Tommaso Ragno.
Interrogé en février 2023 sur le conflit russo-ukrainien, il a affirmé : « Je ne ressens pas de haine. Ni de colère. Seulement beaucoup de douleur [...]. Mais je sais une chose : la seule façon de me battre pour mon pays est d'être la meilleure version de moi-même, en donnant le bon exemple. Le vrai salut est la connaissance ».

## Vie privée
En 2022, il officialise sa relation avec la tiktokeuse Gioia D'Ambrosio.

## Filmographie

### Cinéma
- 2019 : Piranhas : Tyson
- 2023 : Nostalgia : Oreste jeune

### Télévision
- 2020 - en cours : Mare fuori : Pino